# Microsoft Office Communications Server
Microsoft Office Communications Server (más conocido como OCS o simplemente Skype for Business) es un servidor de comunicaciones en tiempo real para empresas, proporcionando la infraestructura para la empresa de mensajería instantánea, presencia, transferencia de archivos, intercambio de archivos, voz multipartidista y videollamadas ad hoc y conferencias estructuradas (audio, vídeo y web) y conectividad PSTN.
Estas características están disponibles en una organización, entre las organizaciones, con los usuarios externos en la Internet pública o los teléfonos estándar. En la PSTN, así como SIP trunking.
Desde febrero de 2009 - Microsoft lanzó la versión R2 del servidor que se ejecuta únicamente en plataforma de 64 bits y es más escalable. R2 trae nuevas características tales como chat de grupo y Attendant Console. Algunas de las funciones de la OCS están soportadas en un entorno virtualizado.

## Cliente de software y dispositivos
Microsoft Office Communicator 2007 ('MOC' o 'OC') y LiveMeeting Console (LMC) 2007 son las aplicaciones cliente principal en libertad con OCS. OC 2007 es el cliente utilizado para la mensajería instantánea, presencia, voz, videollamadas y conferencias especiales. LMC se utiliza para las reuniones más estructuradas, conferencias y compartir aplicaciones. Puede funcionar de forma nativa o en contra de la OCS o el servicio hospedado LiveMeeting.

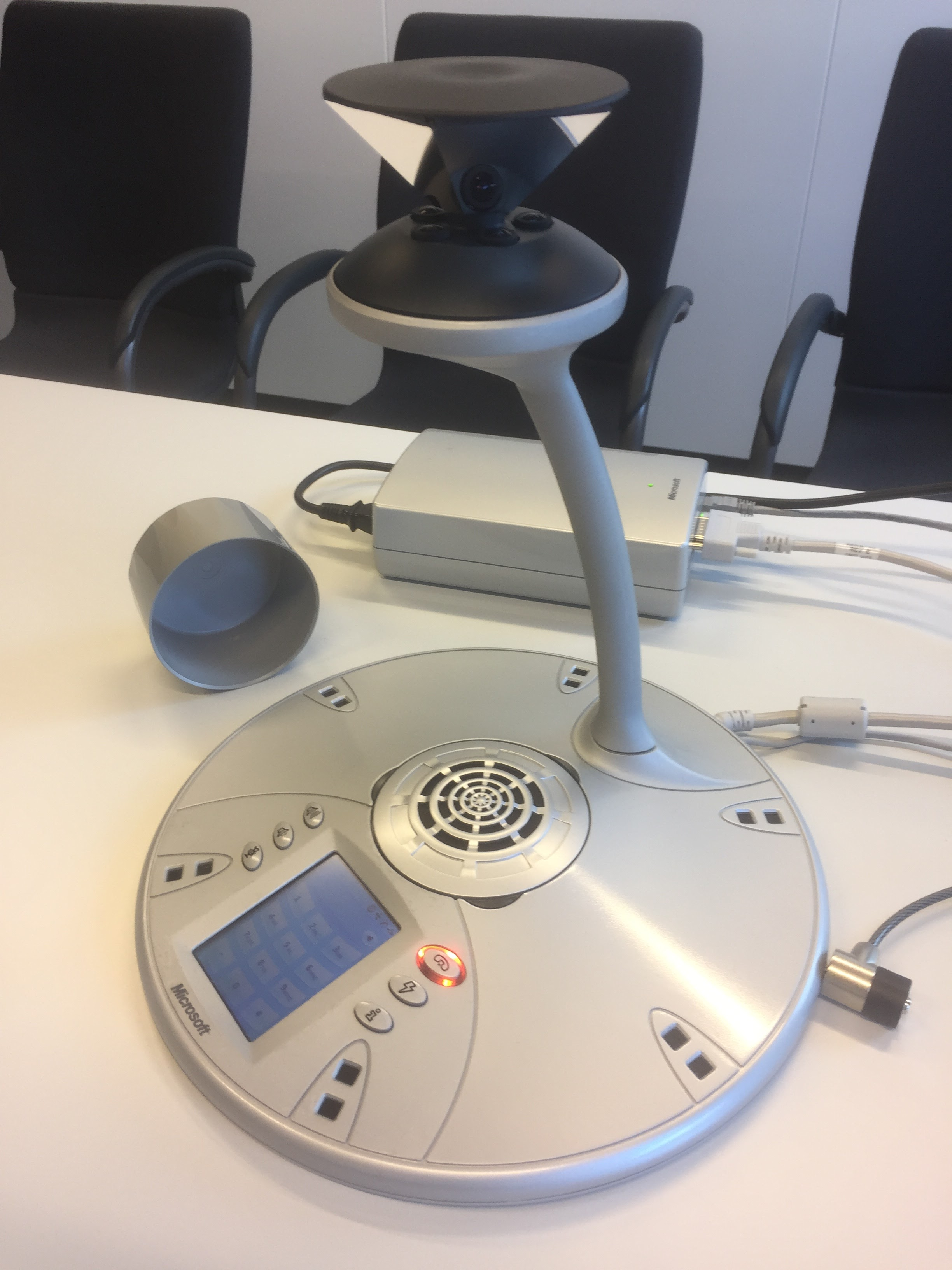
Dispositivo Microsoft RoundTable para videoconferencias.

### Microsoft Attendant Console
Una versión del MOC más orientado a recepcionistas o delegados y secretarios. Microsoft Group Chat Client - un grupo de chat específicamente para el Grupo de Servidores.
Otro software de cliente y los dispositivos incluyen:
- Office Communicator Mobile 2007 R2 Como es una edición de Windows Mobile de Office Communicator 2007 Cliente y diseñados para funcionar de manera similar.

- Office Communicator Web Access 2007 es una web de mensajería instantánea y presencia del cliente. Esta versión funciona también en IE, Firefox y Opera

- Microsoft RoundTable es un dispositivo de audio y vídeo que ofrece una vista de 360 grados de la sala de conferencias y seguimiento de los distintos oradores.

## Características
Uno de los usos básicos de Office Communications Server es la mensajería instantánea y presencia dentro de una sola organización. Esto incluye apoyo para la información de presencia, transferencia de archivos y mensajería instantánea, así como comunicaciones de voz y de vídeo. (Estas últimas características a menudo no son posibles, incluso dentro de una sola organización pública mediante clientes de mensajería instantánea; debido a los efectos de la negociación de los cortafuegos corporativos y Network Address Translation).
OCS 2007 también es compatible con usuarios remotos, tanto a los usuarios corporativos en Internet (por ejemplo, móviles o de los trabajadores a domicilio), así como los usuarios en empresas asociadas. OCS 2007 permite la interoperabilidad con otras redes de mensajería instantánea corporativa. La Federación se puede configurar de forma manual (donde cada socio configura manualmente los servidores de borde pertinentes) o basadas en el uso de los registros SRV adecuada en el DNS.
Los medios de comunicación son transferidos mediante RTP / SRTP. El cliente de Live Meeting utiliza PSOM al contenido de la reunión de descarga. El cliente comunicador también utiliza el protocolo HTTPS para conectar con el servidor de componentes Web para descargar los libros de dirección, ampliar las listas de distribución, etc. De forma predeterminada, Office Communications Server cifra toda la señalización y el tráfico de medios utilizando SIP sobre TLS y SRTP. Hay una excepción a esta - el tráfico entre el servidor de mediación y una pasarela de medios de comunicación es fundamental que se lleve como SIP sobre TCP y RTP. Sin embargo, si una puerta de enlace híbrido es apalancada, como uno de Open de Microsoft de interoperabilidad de la web, entonces, todo está codificado de todos los puntos.
IM es solo una parte de la suite de OCS. Los otros componentes importantes son las conferencias de telefonía VoIP y vídeo a través del cliente de escritorio del comunicador. El acceso remoto es posible usando móviles y los clientes Web.

## Historia
Cuando Microsoft Office Live Communications Server fue lanzado el 29 de diciembre de 2003, sustituyó a la de Exchange Instant Messenger Service que se habían incluido en Exchange 2000, pero que fue retirado de la Bolsa de 2003. Los titulares de licencias de Exchange 2000 que incluyen Software Assurance tienen derecho a recibir Live Communications Server como una actualización, junto con Exchange 2003.
OCS R2 fue anunciado en VoiceCon en Ámsterdam en octubre de 2008, tan sólo 364 días después de la liberación de Office Communications Server 2007. Esta versión cuenta con grandes ventajas sobre la solución original y Microsoft se coloca firmemente en su lugar para ser un jugador importante en la telefonía IP y Video (telepresencia).
Las nuevas capacidades de gestión toman un gran volumen de llamadas entrantes y rápidamente enlazan a los destinatarios con un simple clic. El nuevo escritorio compartido permite a los usuarios de Windows, Macintosh y Linux colaborar con otros al mismo tiempo que hablar entre sí usando las funciones mejoradas de conferencia de audio. La función de chat de grupo permite a las organizaciones configurar la búsqueda, tema basado en salas de chat que persisten en el tiempo, permitiendo a los equipos distribuidos geográficamente para colaborar entre sí.
Curiosamente, todas estas características están cubiertos por una única licencia por cada usuario a través de la Empresa Client Access License (ECAL) de Microsoft. Esto es dramáticamente diferente de la de la telefonía tradicional.
La mejora en la capacidad de audioconferencia premisa pone las Empresas en el control de su infraestructura de audioconferencia y ahorra dinero en los costos de audioconferencia sobre acoger puentes. La función de número único Reach permite a los negocios registrar las llamadas hechas por los usuarios de teléfonos celulares para fines contables, mientras que ayuda a garantizar que las reglas de marcado que se aplican a las llamadas efectuadas por los usuarios de su teléfono en el trabajo también se extienden a sus llamadas celulares.
Una de las mayores ventajas de tener un software basado en la infraestructura de comunicaciones es que las empresas pueden integrar capacidades de comunicación en línea existente de aplicaciones empresariales de uso y de las comunicaciones y flujos de trabajo para automatizar los procesos empresariales, lo que ahorra dinero, ahorra tiempo y mejora el servicio al cliente. Office Communications Server 2007 R2 proporciona una plataforma ampliable de comunicaciones que funciona con mensajes existentes en la organización y la infraestructura de telefonía y pueden adaptarse a las cambiantes necesidades empresariales. Esta extensibilidad es una de las principales razones que Gartner ha puesto de Microsoft en la parte superior de su Cuadrante Mágico de Comunicaciones Unificadas para 2007 y 2008.